# Berith Bohm
Berith Maria Kristina Bohm Eriksson, känd som Berith Bohm, född 23 augusti 1932 i Stockholm, död 14 maj 2020 i Västerleds distrikt, Stockholm, var en svensk operettsångare och skådespelare.

## Biografi
I tonåren deltog hon i en talangtävling i Bromma med visan Fjorton år tror jag visst att jag var. Efter en sejour vid Furuviks ungdomscirkus kom hon till Oscarsteatern i Stockholm och därefter följde 13 år vid Stora Teatern i Göteborg. Till hennes största framgångar hör Csardasfurstinnan, Sköna Helena och Porgy och Bess. Hon spelade mot Nils Poppe i Blåjackor och medverkade i Hagge Geigerts revy i Göteborg. Bohm gästspelade också på Svenska Teatern i Helsingfors och Volksoper i Wien. Hon hade en roll i samtliga säsonger av tv-serien Storstad 1990–1991. Bohm är gravsatt i minneslunden på Gullholmens kyrkogård.

## Teaterroller (urval)
| År   | Roll          | Produktion                                                                      | Regi             | Teater                           |
| ---- | ------------- | ------------------------------------------------------------------------------- | ---------------- | -------------------------------- |
| 1952 | Dinah Murphy  | South Pacific Richard Rodgers, Oscar Hammerstein och Joshua Logan               | Sven Aage Larsen | Oscarsteatern                    |
| 1953 | Agathe        | Änglar på Broadway Frank Loesser, Joe Swerling och Abe Burrows                  | Sven Aage Larsen | Oscarsteatern                    |
| 1955 | Molly         | Blåjackor Lajos Lajtai och Lauri Wylie                                          | John Zacharias   | Norrköping-Linköping stadsteater |
| 1981 | Anhilte       | Csardasfurstinnan Emmerich Kálmán, Leo Stein och Béla Jenbach                   | Ivo Cramér       | Oscarsteatern                    |
| 1992 | Nora Madigan  | Elvira Madigan Georg Malvius, Nick Bicât och Ture Rangström                     | Georg Malvius    | Malmö Stadsteater                |
| 1993 | Fru Andersson | Vår vän mördaren (thrillermusikal) Georg Malvius, Björn Isfält och Mats Nörklit | Georg Malvius    | Södra Teatern                    |

### Webbsidor
- Östgötateaterns arkiv